# واردنسویل (ویرجینیای غربی)
واردنسویل(به انگلیسی: Wardensville) شهری در ایالت ویرجینیای غربی کشور ایالات متحده آمریکا است که جمعیت آن در سرشماری سال ۲۰۱۰ میلادی، ۲۷۱ نفر بوده‌است.